# Крістін Тодд Вітмен
Крістін Тодд, у шлюбі Тодд Вітмен (англ. Christine Todd Whitman; нар. 26 вересня 1946) — американська політична діячка (республіканка) і письменниця, з 1994 по 2001 рік 50-та губернаторка штату Нью-Джерсі, з 2001 по 2003 рік — голова Агентства з охорони навколишнього середовища при адміністрації президента Джорджа Буша-молодшого.

## Життєпис
Крістін Тодд є нащадкою двох політичних сімей Нью-Джерсі, Тоддів і Шлі, пов'язаних шлюбом з політично активними нью-йоркськими Вітменами. Вона є онукою колишнього губернатора Нью-Йорка Чарльза Вітмена. Її дід по материнській лінії, Ріва Шлі, був членом таємного товариства «Голова вовка» в Єльському університету і віцепрезидентом банку «Чейз», хоча він був єдиним віцепрезидентом. Він також був давнім президентом Російсько-американської торгової палати.
Крістін Тодд народилася у Нью-Йорку і виросла в окрузі Гантердон, Нью-Джерсі. Мати — Елеонора Прентіс Тодд (до шлюбу Шлі), батько — Вебстер В. Тодд. Обидва були затятими республіканцями.
Крістін вчилася у Far Hills Country Day School і The Chapin School у Манхеттені. Закінчила коледж у 1968 році, отримавши ступінь бакалавра мистецтв з управління. Після закінчення навчання вона працювала у президентській кампанії Нельсона Рокфеллера.
Одружена з Джоном Вітменом, приватним інвестором. У них двоє дітей. 

## Кар'єра
З 1988 по 1990 рік Крістін Тодд обіймала посаду голови ради комунального господарства Нью-Джерсі. 
Була призначена Джорджем Бушем як глава Агентства з охорони довкілля 31 січня 2001. Звільнена від займаної посади 27 червня 2003 після того, як Генеральний прокурор звинуватив її у тому, що після терактів 11 вересня вона має намір дозволила людям повернутися в свої будинки і офіси, прилеглі до Всесвітнього торгового центру, що піддало б їх життя і здоров'я небезпеці. У грудні 2007 року почався судовий розгляд у справі Крістін Тодд Вітмен, у квітні 2008 року суд її виправдав.